# Aleksandr Kritski
Aleksandr Sergueïevitch Kritski (en russe : Александр Сергеевич Крицкий) est un joueur russe de volley-ball né le 2 juillet 1985 à Krasnoïarsk (kraï de Krasnoïarsk, alors en URSS). Il mesure 2,02 m et joue central.

## Clubs
| Club                 | De        | À         |
| -------------------- | --------- | --------- |
| Dorojnik Krasnoïarsk | 2002-2003 | 2006-2007 |
| Fakel Novy Ourengoï  | 2007-2008 | ...       |

## Palmarès
- Championnat du monde des moins de 21 ans (1)
  - Vainqueur : 2005